# Квартет имени Лысенко
Струнный квартет имени Лысенко — советский и украинский струнный квартет, основанный в 1951 году. В 1962 году по случаю 120-летия со дня рождения Николая Лысенко квартету было присвоено его имя, а также почётное звание «Заслуженный коллектив УССР». В 1963 году коллектив одержал победу на Международном конкурсе имени Лео Вайнера в Будапеште.
В репертуаре коллектива произведения стандартного репертуара (прежде всего, квартеты Бетховена) сочетаются с сочинениями современных, в том числе украинских композиторов: Мирослава Скорика, Аркадия Филиппенко, Валентина Сильвестрова и других.
Квартет имени Лысенко принимал участие в филармонических абонементах Киева, Москвы и Санкт-Петербурга, гастролировал в Прибалтике, Париже, Варшаве, Загребе, Токио. В 1977 году музыканты квартета были удостоены Государственной премии УССР имени Тараса Шевченко.
Состав:
- Анатолий Баженов (первая скрипка)
- Олег Серединский (вторая скрипка)
- Сергей Романский (альт)
- Иван Кучер (виолончель)

## Ссылка
- Официальная страница Архивная копия от 12 марта 2015 на Wayback Machine (укр.)